# 天池碎米荠
天池碎米荠（学名：Cardamine changbaiana）是十字花科碎米荠属的一种植物。分布在朝鲜以及中国大陆的吉林等地，生长于海拔1,700米至2,500米的地区，多生长于高山石缝间以及山坡干砂地上，目前尚未由人工引种栽培。